# 胡钁
胡䦆(1840年—1910年) 。一名孟安，字菊邻，一作字匊邻，号老鞠、废鞠、不枯，又号晚翠亭长、竹外外史，晚年又号南湖寄渔，别署不波生，葆光亭主人，书画作品多落晚翠款，钤晚翠书院、葆光亭主人 印，一作浙江石门(今桐乡)洲泉屠家坝人，清朝篆刻家、书法家、学者、收藏家。清同治八年(1869)中秀才。善书画篆刻，工诗词。书法初学虞世南、柳公权，后致力于汉魏碑版，古拙遒劲，颇见功力。

## 代表著作
- 《石波小泊吟草》
- 《晚翠亭长印储》
- 《晚翠亭藏印》

## 遗物
- 清 胡钁　致德甫书札（一）